# Brandérion
Brandérion település Franciaországban, Morbihan megyében. Lakosainak száma 1480 fő (2022. január 1.). Brandérion Languidic, Nostang és Kervignac községekkel határos.

## Népesség
A település népességének változása:
| Lakosok száma | 551  | 947  | 1028 | 942  | 1439 | 1419 | 1429 | 1459 | 1466 | 1480 |
|               | 1968 | 1982 | 1990 | 2006 | 2013 | 2015 | 2017 | 2019 | 2020 | 2022 |